# Panherpina basiflava
Panherpina basiflava är en fjärilsart som beskrevs av Charles Oberthür 1891. Panherpina basiflava ingår i släktet Panherpina och familjen bastardsvärmare. Inga underarter finns listade i Catalogue of Life.